# Schendyla hispanica
Schendyla hispanica är en mångfotingart som först beskrevs av Carl Graf Attems 1952.  Schendyla hispanica ingår i släktet Schendyla och familjen småjordkrypare.
Artens utbredningsområde är Frankrike. Inga underarter finns listade i Catalogue of Life.